# Odissi

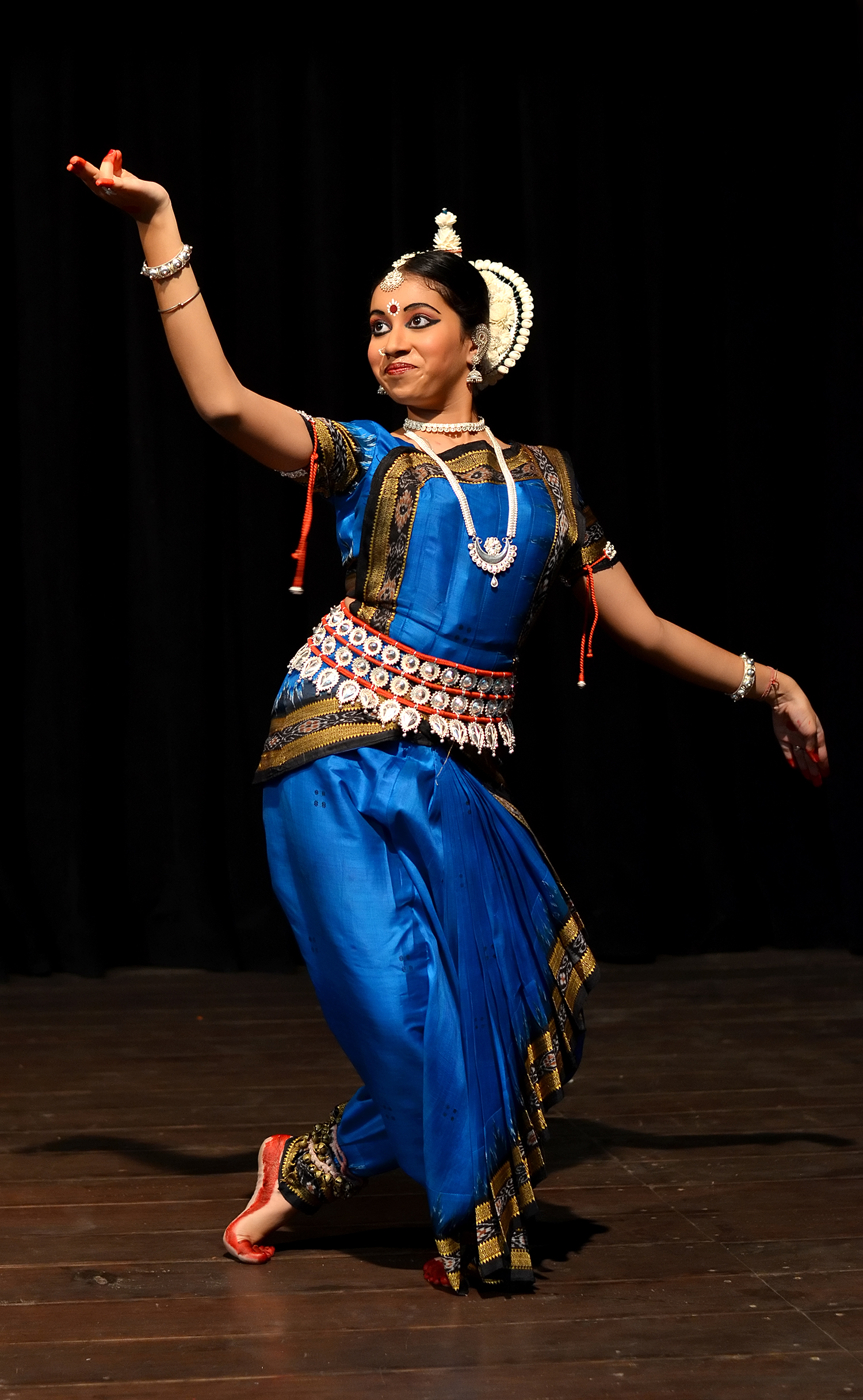
Odissi dans

Odissi is een traditionele Indiase dans en behoort tot de zeven belangrijkste klassieke Indiase dansvormen. Afbeeldingen van deze dans, zoals sculpturen, gaan terug tot de 1e eeuw v.Chr. Een bekend voorbeeld hiervan zijn de tempelsculpturen aan de Surya-Tempel in Konark.
Odissi is oorspronkelijk een tempeldans die door de Mahari in de tempels van Orissa gedanst werd. Later kwam deze dans in de hoven van de vorsten terecht en daarna bij het volk. De huidige uitvoering van Odissi is echter een product van het hernieuwd uitvoeren op basis van sculpturen. Odissi kenmerkt zich door mudra's, vloeiende bewegingen, stilstaande houdingen van esthetische schoonheid en bevalligheid.